# Gregori Džon Cejtin
Gregori Džon Čejtin (15. novembar 1947) je argentinsko-američki matematičar i informatičar. Počevši krajem 1960-ih, Čejtin je dao svoj doprinos algoritamskoj informacionoj teoriji i metamatematici, pre svega teoriji izračunljivosti koja je slična Gedelovoj teoremi o nepotpunosti.
Smatra se da je jedan od osnivača Kolmogorove kompleksnosti (ili Kolmogorova-Čejtinova kompleksnost) zajedno sa Andrejem Kolmogorovim i Rejom Solomonovim. Danas, algoritamska informaciona teorija je čest predmet u nastavnom planu i programu informatike.

## Matematika i informatika
Gregori je pohađao srednju školu nauke u Bronksu i gradski koledž Njujorka, gde je (još kao tinejdžer) razvio teoriju, koja je dovela do njegovog samostalnog otkrića Kolmogorove kompleksnosti.
Čejtin je definisao Čejtinovu konstantu Ω (om), realan broj čije su cifre jednako raspoređene i koje predstavljaju verovatnoću da će se nasumice program zaustaviti. Ω ima matematičko svojstvo koje je moguće odrediti, ali ne i izračunati.
Čejtinovi prvi radovi iz algoritamske informacione teorije su urađeni posle Solomonovih, Kolmogorovih, i Martin-Lofovih radova.
Čejtin je takođe začetnik korišćenja bojenje grafova da bi se dobio raspored registra pri sastavljanju, proces koji je poznat kao čejtinov algoritam.
On je bivši istraživač u istraživačkom centru IBM Tomas J. Votson u Njujorku i ostaje tamo počasni istraživač. On je napisao više od 10 knjiga koje su prevedene na oko 15 jezika. Danas ga interesuju pitanja vezana za metabiologiju i teoretičko-informatičku formalizaciju teorije evolucije.

## Drugi naučni radovi
Čejtin takođe piše o filozofiji, pre svega o metafizici i filozofiji matematike (naročito o epistemološkim pitanjima u matematici). U metafizici, Čejtin tvrdi da algoritamska informaciona teorija je ključna za rešavanje problema u oblasti biologije (za dobijanje definicije "života", porekla života i evolucije) i neurologije (problem svesti i proučavanje uma).
U svojim novijim spisima brani stav poznat kao digitalna filozofija. U epistemologiji matematike tvrdi da njegova otkrića u matematičkoj logici i algoritamskoj informacionoj teoriji pokazuju da postoje "matematičke činjenice koje su same po sebi istinite, da su otkrivene slučajno. One su slučajne matematičke činjenice". Čejtin predlaže da matematičari moraju prestati dokazivati te matematičke činjenice i da usvoje kvazi-empirijsku metodologiju.

## Priznanja
Godine 1995. dobio je zvanje doktora nauka Univerziteta u Majnu. Godine 2002. dobio je titulu počasnog profesora Univerziteta u Buenos Airesu u Argentini, gde su rođeni njegovi roditelji i gde je proveo deo svoje mladosti. Godine 2007. dobio je Lajbnic medalju Volfram Research (Volfram Istraživački Centar). Godine 2009. dobio je stepen doktora filozofije od strane Nacionalnog univerziteta u Kordobi. On je bivši istraživač u istraživačkom centru IBM-a Tomas J. Votson a danas je profesor na Federalnom univerzitetu u Rio de Žaneiru.
Kritike
Neki filozofi i logičari se ne slažu sa filozofskim zaključcima Čejtinovih teorema. Logičar Torkel Franzen je kritikovao Čejtinovo tumačenje Gedelove teoreme o nepotpunosti i navodnim objašnjenima koje predstavlja Čejtinov rad.

## Bibliografija
- Informacija, slučajnost i nepotpunost (World Scientific 1987) (online)
- Algoritamska informaciona teorija .  online
- Informaciona-teoretska nepotpunost (World Scientific 1992) (online)
- Granice matematike (Springer-Verlag 1998)
- Nepristupačnost (Springer-Verlag 1999)
- Istraživanje slučajnosti (Springer-Verlag 2001)
- Razgovori sa matematičarem (Springer-Verlag 2002)
- Od filozofije do veličine programa (Tallinn kibernetike Institute 2003)
- Metamatematika!: Potraga za omegom (Panteon Knjige 2005) (preštampan u Velikoj Britaniji kao Metamatematika: U potrazi za omegom. ) (arXiv preprint)
- Algoritamska teorija složenosti (G. Giappichelli Editore 2006)
- Razmišljanje o Gedelovi i Turingovi (World Scientific 2007.)
- Matematika, složenost i filozofija (Editorial Midas 2011.)
- Godelov način (CRC Press. 2012..)
- Dokazivanje Darvina: Izrada matematičke biologije (Pantheon Books. 2012..)

## Literatura
- Gregory Chaitin (2007), algoritamske informacione teorije: "Chaitin Research Timeline" Arhivirani 23 marta 2012. godine u Wayback Machine.
- Li; Vitanyi (1997), Uvod u Kolmogorovu složenost i njena primena, Springer. стр. 92, GJChaitin je završio Bronx visoku školu za nauku, a bio je 18-godišnji apsolvent na Gradskom koledžu Njujorka, kada je podneo dva rada .... U svom [drugi] radu, Čejtin predlaže pojam Kolmogorova složenost ....
- Chaitin, Gregory J. (1966). „On the Length of Programs for Computing Finite Binary Sequences”. Journal of the ACM. 13 (4): 547—569. S2CID 207698337. doi:10.1145/321356.321363.
- G.J. Čejtin, Raspodela registara i Prosipanje preko grafobojenja, US Patent 4571678 (1986) [citirano iz Alokacije registra na Intel® Itanium Architecture. стр. 155]
- "Profesor Gregori Džon Čejtin". IT History Society. Preuzeto 2016/07/12.
- Zenil, Hector "Lajbnic medalja dolazi posle 300 godina" Anima Ex Machina, blog Hector Zenil, 3. novembra 2007. godine.
- Panu Raatikainen, "Istraživanje slučajnosti i Nepristupačnost" Pregled knjige američkog matematičkog društva, oktobar 2001.
- Franzén, Torkel , Gedelova teorema: Nepotpun vodič za upotrebu i zloupotrebu, Wellesley, Massachusetts: A K Peters, Ltd. 2005.  978-1-56881-238-0.